# ¡Basta Ya!
¡Basta Ya! (в переводе с исп. — «Хватит, хватит!») — испанская массовая организация, объединяющая людей с различными политическими взглядами, выступавших против терроризма и насилия, в первую очередь со стороны баскских сепаратистов ЭТА, и против предложений об изменении Статута автономии Страны Басков, предложенных правительством Хуана Хосе Ибаррече. Её основной деятельностью были демонстрации и протесты.

## Деятельность
Три основных принципа движения: защита от терроризма любого рода, независимо от происхождения, поддерживать всех жертв терроризма и политического насилия, защита верховенство закона, Конституции Испании и действующего Статута автономии Страны Басков. ¡Basta Ya! была создана для содействия социальной мобилизации против лиц, совершивших определённые виды насилия, для поддержки тех, кто от них страдает, и для требования от властей выполнять требования действующего законодательства, соблюдая верховенство закона. Организация считает, что критика терроризма по моральным соображениям важна, но этого недостаточно. Критика по политическим мотивам также важна, и инициатива понимает такую критику как основанную на определённых ценностях, таких как права человека, которые являются общими для всех демократов, независимо от их партийной принадлежности или политических взглядов.
Вся деятельность движени финансировалась за счёт пожертвований частных лиц и «Фонда Мигеля Анхеля Бланко». Некоторые другие общественные группы, такие как «Фонд Грегорио Ордоньеса», «Белые руки» и «Денон Артеан», также помогали движению.

## История
В 2000 году движение ¡Basta Ya! получило премию Сахарова, присуждаемую Европарламентом за активную кампанию за права человека, демократию и толерантность в Стране Басков.
В 2007 году организация была распущена.